# Brantford Alexanders
Brantford Alexanders je bil mladinski hokejski klub iz Brantforda. Deloval je v ligi Ontario Major Junior Hockey League in Ontario Hockey Association od 1978 do 1984. 

## Zgodovina
Moštvo Hamilton Fincups so preselili leta 1978, s čimer so se preimenovali v Brantford Alexanders. Mladinsko moštvo lige OMJHL je ime pobralo po članskem amaterskem moštvu lige OHA, ki je začelo delovati že dve leti pred tem. V imenu so zaznamovali najslavnejšega bivšega prebivalca Brantforda, Alexandra Grahama Bella. Po dveh letih v OMJHL je liga spremenila svoje ime v OHL in moštvo je igralo še štiri sezone v Brantfordu, dokler se ni preselilo nazaj v Hamilton in postalo Hamilton Steelhawks. 
Moštvo se je uvrstilo v končnico pet sezon zapored, potem ko jim to ni uspelo prvo leto. V sezoni 1980/81 je moštvo zgrešilo prvo mesto v svoji diviziji za le eno točko. 
Brantford je razvil bližnja rivalstva z moštvoma London Knights in Niagara Falls Flyers. Njihova stalna nasprotnika v končnici sta bila Windsor Spitfires in Sault Ste. Marie Greyhounds. Dve leti zapored so jih izločili Spitfiresi, naslednja tri leta pa Greyhoundsi. 
29 igralcev moštva je napredovalo do lige NHL. V sezoni 1982/83 je Dave Gagner osvojil pokal Bobby Smith Trophy za Šolskega igralca leta lige OHA. 

## Trenerji
| - 1978/79 - Dave Draper - 1979/80 - Ron Carroll - 1980/81 - R. Carroll, D. Draper, Ken Gratton | - 1981/82 - Bep Guidolin, D. Draper - 1982/83 - Dave Draper - 1983/84 - Dave Draper |

## NHL igralci
| - Perry Anderson - Bruce Bell - Allan Bester - Mark Botell - Mike Bullard - Shayne Corson - Tony Curtale - Dean Defazio | - Daryl Evans - Dave Gagner - Len Hachborn - Dave Hannan - Mike Hoffman - Mark Hunter - Jeff Jackson | - Randy Ladouceur - Jason Lafreniere - Rick LaFerriere - Mike Lalor - Kevin LaVallee - Paul Marshall - Mike Millar | - Ric Nattress - Mark Plantery - Bob Probert - Chris Pusey - Steve Smith - Greg Terrion - Rick Wamsley |

## Izidi

### Redna sezona
| Sezona  | Tekem | Zmag | Porazov | Remijev | TOČ | %     | GF  | GA  | Uvrstitev |
| 1978/79 | 68    | 23   | 42      | 3       | 49  | 0.360 | 281 | 349 | 6. v Emms |
| 1979/80 | 68    | 31   | 35      | 2       | 64  | 0.471 | 412 | 398 | 3. v Emms |
| 1980/81 | 68    | 34   | 34      | 0       | 68  | 0.500 | 350 | 354 | 2. v Emms |
| 1981/82 | 68    | 25   | 41      | 2       | 52  | 0.382 | 293 | 313 | 5. v Emms |
| 1982/83 | 70    | 34   | 33      | 3       | 71  | 0.507 | 275 | 282 | 4. v Emms |
| 1983/84 | 70    | 39   | 28      | 3       | 81  | 0.579 | 303 | 235 | 2. v Emms |

### Končnica
- 1978/1979 Se niso uvrstili v končnico.
- 1979/1980 Premagali Toronto Marlboros 4-0 (četrtfinale), a izgubili proti Windsor Spitfires 3-4 (polfinale).
- 1980/1981 Izgubili proti Windsor Spitfires 4-8 v točkah (polfinale).
- 1981/1982 Premagali London Knights 6-2 v točkah (prvi krog) in izgubili proti S.S. Marie Greyhounds 6-8 v točkah (četrtfinale).
- 1982/1983 Premagali London Knights 6-0 v točkah (prvi krog) in izgubili proti S.S. Marie Greyhounds 2-8 v točkah (četrtfinale).
- 1983/1984 V prvem krogu prosti in izgubili proti S.S. Marie Greyhounds 4-8 v točkah (četrtfinale)

## Dvorana
Moštvo je igralo svoje domače tekme v dvorani Brantford Civic Centre od 1978 do 1984. Leta 1982 je v dvorani potekala tudi Tekma zvezd lige OHA.